# Koniuszowa
Koniuszowa – wieś w Polsce położona w województwie małopolskim, w powiecie nowosądeckim, w gminie Korzenna.
| SIMC    | Nazwa        | Rodzaj    |
| ------- | ------------ | --------- |
| 0435815 | Mostki       | część wsi |
| 0435821 | Nad Brzeziną | część wsi |
| 0435838 | Podlesie     | część wsi |
| 0435844 | Półrolki     | część wsi |
| 0435850 | Pustki       | część wsi |
| 0435867 | Zagóra       | część wsi |
| 0435873 | Zalesie      | część wsi |

W latach 1975–1998 miejscowość administracyjnie należała do województwa nowosądeckiego.
Miejsce urodzenia generała doktora nauk wojskowych Franciszka Gągora, Szefa Sztabu Generalnego Wojska Polskiego.
W XVII w. ośrodek arian.